# Reyes Carrasco
Reyes Díaz Ruiz (Los Palacios y Villafranca, 12 de març de 2006), coneguda com Reyes Carrasco, és una cantaora espanyola.
Prové d'una família flamenca, de pare guitarrista i mare cantaora, Maria José Carrasco (de qui ha pres el cognom per formar el seu nom artístic). Ha estat considerada nena prodigi del flamenc després de vèncer amb 9 anys la categoria infantil del 55è Festival del Cante de las Minas. L'any 2021 va guanyar el concurs televisiu Tierra de Talento de Canal Sur, per a cantants infantils. També aquell any va rebre el premi d'Artista revelació en el Festival de Xerés i va obtenir la Venencia Flamenca en el XLVIII Festival Flamenc de la Mistela, la persona més jove en aconseguir el guardó.
La seva localitat natal la va nomenar filla predilecta.

## Discografia
- Cantes de Reyes (2022)[6]